# Felsőnyiresfalva
Felsőnyiresfalva románul: Lunca Cernii de Sus, falu Romániában, Erdélyben, Hunyad megyében.

## Fekvése
Hátszegtől nyugatra, a Ruszka-havasok alatt, Vádudobri és Alsónyiresfalva közt fekvő település.

## Története
Felsőnyiresfalva, Nyíresfalva nevét 1360-ban említette először oklevél p. Nyres néven. 1404-ben Nyeres, 1760–1762 között és 1888-ban Felsö Nyiresfalva, 1913-ban Felsőnyíresfalva néven volt említve.
A trianoni békeszerződés előtt Hunyad vármegye Hátszegi járásához tartozott. 1910-ben 2051 lakosából 1999 román, 34 magyar volt. Ebből 1976 görögkatolikus, 31 római katolikus, 25 görög keleti ortodox volt.